# Brood voor morgenvroeg (single)
Brood voor morgenvroeg is een nummer van de Belgische zanger Bart Peeters uit 2017. Het is de eerste single van zijn gelijknamige zevende studioalbum.
Het nummer heeft een vrolijk geluid, maar de tekst is serieus. Peeters legt in het nummer een link tussen grote wereldproblematiek en klein huishoudelijk leed. Terwijl de wereld in brand  staat, vragen veel huishoudens zich af of ze nog wel 'brood voor morgenvroeg' hebben. Het nummer werd een klein hitje in Vlaanderen. Het bereikte de tweede positie in de Tipparade.